# Egesina bakeri
Egesina bakeri là một loài bọ cánh cứng trong họ Cerambycidae.